# Coron (Palawan)
Coron is een gemeente in de Filipijnse provincie Palawan op het oostelijke deel van het eiland Busuanga en geheel Coron. Bij de laatste census in 2007 had de gemeente ruim 40 duizend inwoners.

## Geografie

### Bestuurlijke indeling

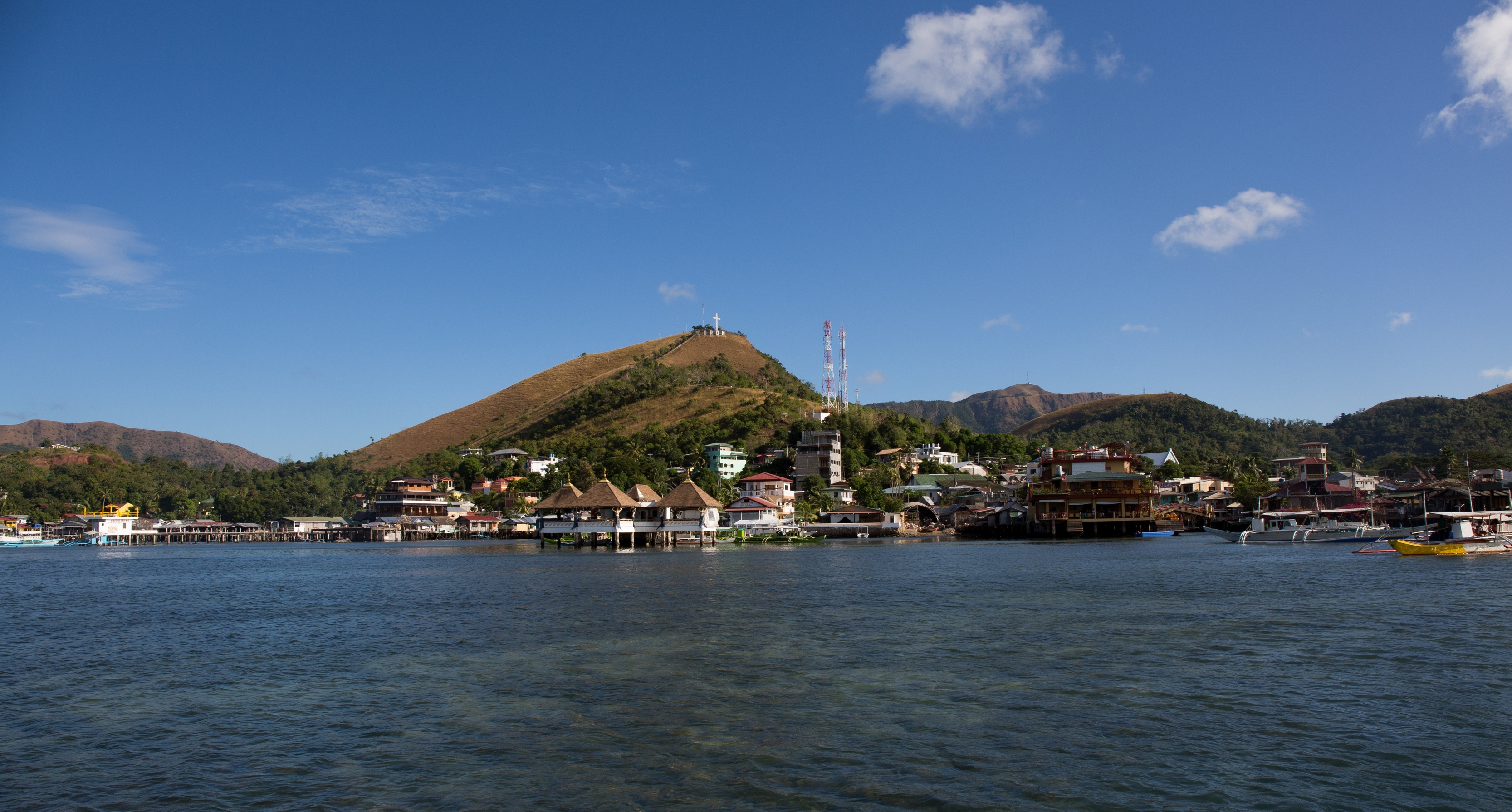
Coron

Coron is onderverdeeld in de volgende 23 barangays:
| - Banuang Daan - Barangay I - Barangay II - Barangay III - Barangay IV - Barangay V - Barangay VI - Bintuan - Borac - Buenavista - Bulalacao - Cabugao | - Decabobo - Decalachao - Guadalupe - Lajala - Malawig - Marcilla - San Jose - San Nicolas - Tagumpay - Tara - Turda |

## Demografie
Coron had bij de census van 2007 een inwoneraantal van 40.007 mensen. Dit zijn 7.764 mensen (24,1%) meer dan bij de vorige census van 2000. De gemiddelde jaarlijkse groei komt daarmee uit op 3,02%, hetgeen hoger is dan het landelijk jaarlijks gemiddelde over deze periode (2,04%). Vergeleken met de census van 1995 is het aantal mensen met 12.967 (48,0%) toegenomen.

De bevolkingsdichtheid van Coron was ten tijde van de laatste census, met 40.007 inwoners op 689,1 km², 39,2 mensen per km².